# Атамановский (Ростовская область)
Атамановский (также Атаманский) — исчезнувший хутор в Пролетарском районе Ростовской области.

## История
Предположительно основан во второй половине XIX века. Хутор относился к юрту калмыцкой станицы Денисовской Сальского округа Области Войска Донского. Согласно переписи 1897 года в хуторе проживало 318 мужчин (из них грамотных 32) и 328 женщин (из них грамотных 2)
К 1915 году в хуторе проживало 274 мужчины и 211 женщин, земельный надел составлял 3420 десятин земли, в хуторе имелись хуторское правление, приходское училище
В результате Гражданской войны и переселения калмыков на территории образованной в 1920 году Калмыцкой автономной области калмыцкое население Приманычья резко сократилось. Согласно первой Всесоюзной переписи населения 1926 года население хутора Атаманский составило 235 человек, из них украинцев — 151, калмыков — 84 человека. Хутор относился к Ковриновскому сельсовету Пролетарского района Сальского округа Северо-Кавказского края.
Хутор Атамановский Ковриновского сельсовета исключён из учётных данных в августе 1967 года

## Население
Динамика численности населения
| 1897 | 1915 | 1926 |
| ---- | ---- | ---- |
| 646  | 485  | 235  |